# Potówki

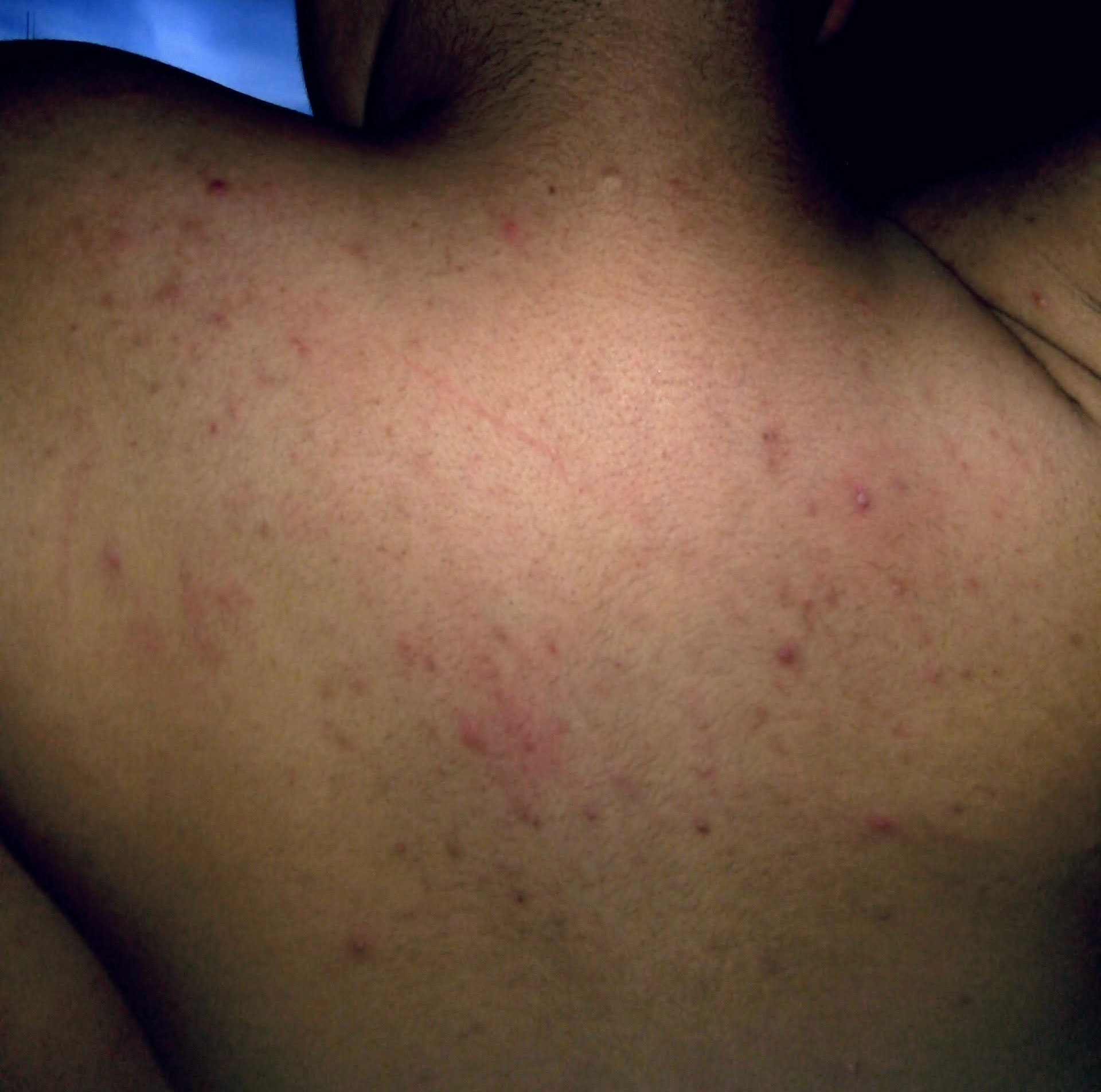
Potówki na plecach po wielokrotnym spaniu w gorącym pokoju podczas fali upałów

Potówki (łac. miliaria) – schorzenie gruczołów potowych powstające pod wpływem dużej wilgotności i wysokiej temperatury otoczenia. Wyróżnia się potówki zwykłe (miliaria crystallina), które są wykwitami pęcherzykowymi bez cech zapalenia i czerwone (miliaria rubra), będące grudkami z cechami zapalnymi.

## Etiopatogeneza
U dzieci mogą np. pojawiać się w efekcie przegrzania ciała, u osób dorosłych występują w klimacie tropikalnym. Potówki czerwone mają postać grudek o czerwonym przebarwieniu. Umiejscowione są u dorosłych na tułowiu. W przypadku dzieci, grudki te występują najczęściej na twarzy, karku, w pachach i pachwinach. Występowaniu ich towarzyszy uczucie pieczenia. Nawracające się potówki czerwone, w przypadku osób dorosłych przebywających w klimacie tropikalnym, mogą przeobrazić się w potówki głębokie (miliaria profunda).

## Leczenie
W leczeniu stosuje się metody usuwania skutków występowania począwszy od unikania przegrzania organizmu, zwłaszcza u dzieci. Miejscowo stosuje się zasypki zawierające 5-10% kwas borowy i papki z mentolem.

## Klasyfikacja ICD10
| kod ICD10     | nazwa choroby                         |
| ------------- | ------------------------------------- |
| ICD-10: L74   | Choroby gruczołów potowych            |
| ICD-10: L74.0 | Potówka czerwona (R61.-)              |
| ICD-10: L74.1 | Potówka zwykła [miliaria crystallina] |
| ICD-10: L74.2 | Potówka głęboka                       |
| ICD-10: L74.3 | Potówka, nie określona                |